# Зубарев, Валерий Николаевич
Валерий Николаевич Зубарев (8 мая 1942, Свердловск — 17 февраля 2008, Екатеринбург) — советский хоккеист, вратарь.

## Биография
Начинал заниматься хоккеем в спортшколе свердловского «Динамо».
С сезона 1959/60 — в составе команды класса «А» «Спартак» Свердловск. Сезон 1963/64 команда провела во второй группе класса «А», и Зубарев перешёл в воскресенский «Химик», сразу же став бронзовым призёром чемпионата СССР. По итогам этого и следующего сезонов был включён в список 34-х лучших хоккеистов СССР. Бронзовый призёр чемпионата 1969/70. В дальнейшем играл за «Локомотив» Москва (1970/71 — 1974/75), «Кристалл» Саратов (1975/76), «Химик» Воскресенск (1975/76), «Торпедо» Тольятти (1975/76 — 1978/79).
Победитель зимней Универсиады 1966, серебряный призёр зимней Универсиады 1970.
Выступал за вторую сборную СССР.
Работал тренером любительских команд Тольятти.
Скончался 17 февраля 2008 года. Похоронен на Широкореченском кладбище Екатеринбурга.